# Хукэн (Фуцзянь)
Хукэн (кит. упр. 湖坑, пиньинь Hukeng) — посёлок в районе Юндин городского округа Лунъянь провинции Фуцзянь, Китай.
Население посёлка в 2016 году составляло 11 482 человека. Высота составляет 358 м над уровнем моря.
Среднегодовое количество осадков составляет 2015 мм. Самый дождливый месяц — май, в котором выпадает в среднем 396 мм осадков, самый сухой — октябрь, в котором выпадает 21 мм осадков.

## Тулоу

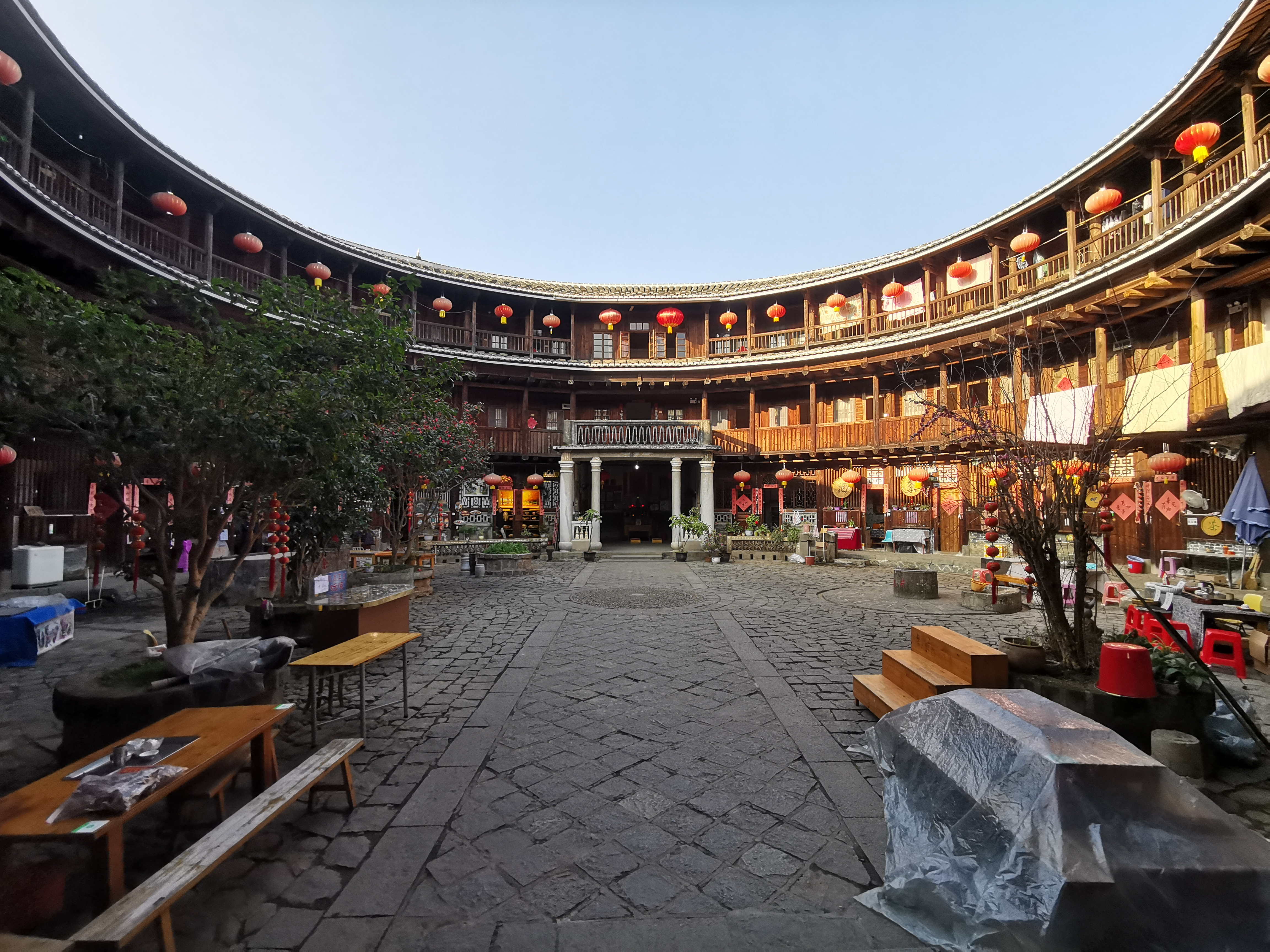
Внутри тулоу в Хукэне

Хукэн также известен как одно из поселений хакка в Китае. Кроме того, на территории, административно входящей в состав населённого пункта, расположено большое количество тулоу, причём некоторые из них находятся непосредственно на территории посёлка. В частности, административно Хукэн включает в себя долину реки Наньси (кит. упр. 南溪, пиньинь Nanxi, буквально: «горный ручей»), где несколько деревень (Яндо, Синьнань, Наньчжун, Наньцзян, Шицзя) состоят в основном из тулоу.